# Leonard Nitz
Leonard Nitz (n. 30 septembrie 1956, Hamilton⁠(d), Ohio, SUA) este un ciclist de performanță ce a reprezentat Statele Unite ale Americii, medaliat olimpic. A participat la 2 ediții ale Jocurilor Olimpice (1976, 1984) în care a câștigat o medalie de bronz.